# Cottenham
Cottenham är en ort och civil parish i South Cambridgeshire, i Cambridgeshire i England. Orten hade 5 903 invånare 2011, på en yta av 1,86 km².